# Psilopogon pulcherrimus
Megalaima pulcherrima là một loài chim trong họ Megalaimidae.